# Stanisława Walasiewicz
Stanisława Walasiewicz, senare känd under namnet Stella Walsh, född 3 april 1911 i Rypin i Polen, död 4 december 1980 i Cleveland (Ohio) i USA, var en polsk-amerikansk sprinterdrottning.
1930 tog hon guldmedalj på 60 meter, 100 meter och 200 meter vid den III:e damolympiaden i Prag samt bronsmedalj i stafett 4 x 100 meter (med Alina Hulanicka, Maryla Freiwald, Walasiewicz som tredje löpare och Felicja Schabińska).
1934 tog hon guld på 60 meter samt brons på 100 meter och 200 meter vid den IV:e damolympiaden i London.
1938 deltog hon även vid EM 17 september–18 september på Praterstadion i Wien. Under tävlingarna tog hon silvermedalj i stafettlöpning 4x100 meter med 48,3 s (med Jadwiga Gawronska, Barbara Ksiaskiewicz, Otylia Kaluzowa och Walasiewicz som 4:e löpare).
Walsh tog även guld på 100 meter i OS 1932 i Los Angeles och satte totalt 37 världsrekord. Vid det påföljande OS 1936 tog hon silver. Inför OS 1932 kunde Walsh ha fått amerikanskt medborgarskap men valde att tävla för Polen.
Familjen flyttade till USA när hon var tre månader gammal och hon bodde där fram till sin död 1980, då hon som förbipasserande blev ihjälskjuten vid ett rån. Vid obduktionen upptäcktes det, enligt vissa källor, att det inte gick inte fastställa om Stella Walsh var en man eller en kvinna Enligt andra källor framgick det att Stella Walsh var en man.